# Mariano Agudo
Plantilla:Ficha persona
Mariano Agudo (Sevilla, 1970) es un cineasta documentalista español, licenciado en Comunicación Audiovisual por la Universidad de Sevilla y socio fundador de la productora Intermedia Producciones. Su obra se centra en el género documental abordando temas como la memoria histórica, los derechos humanos, la inmigración y conflictos sociopolíticos en España y América Latina. Ha desempeñado roles como director, codirector, guionista y director de fotografía en múltiples producciones, y ha colaborado con cineastas como Alberto Rodríguez, Javier Corcuera, Eduardo Montero y Fernando León.

## Biografía
Mariano Agudo nació en Sevilla en 1970. Estudió Comunicación Audiovisual en la Universidad de Sevilla y es socio fundador de la productora Intermedia Producciones, desde donde ha desarrollado la mayor parte de su trayectoria profesional.

## Filmografía destacada
| Año  | Título                     | Rol(es)                          | Notas |
| ---- | -------------------------- | -------------------------------- | --- |
| 1998 | Kurdistán, país prohibido  | Director                         | Debut profesional                                                                                                  |
| 2004 | Presos del silencio        | Director; Fotografía             | Coproducción con Eduardo Montero; documental sobre memoria histórica                                               |
| 2015 | Boliviana                  | Director; Fotografía             | Retrato social de mujeres bolivianas. Premio Panorama Andaluz (Festival de Málaga) y Mejor Documental Asecan 2016  |
| 2017 | Samba, un nombre borrado   | Director                         | Documental sobre derechos humanos e inmigración. Foco sobre el salto fronterizo en Ceuta. Programado en festivales |
| 2018 | La búsqueda                | Codirector; Fotografía           | Competencia Documental en Festival de Lima 2018; codirigido con Daniel Lagares                                     |
| 2019 | El viaje de Javier Heraud  | Director de fotografía           | Documental peruano dirigido por Javier Corcuera                                                                    |
| 2021 | Horacio, el último alcalde | Codirector (con María Rodríguez) | Biografía histórica; exhumación de alcalde republicano sevillano                                                   |

## Temáticas recurrentes
Mariano Agudo explora principalmente:
- **Memoria histórica y represión política**, en trabajos como Presos del silencio.
- **Aspectos sociales y género**, como en Boliviana, que retrata la situación de mujeres bolivianas.
- **Migración y derechos humanos**, temática central en Samba, un nombre borrado.
- **Conflicto y reconciliación**, tratado en La búsqueda.
- **Memoria familiar y política**, documentada en Horacio, el último alcalde.

## Reconocimientos y festivales
- Premio **Panorama Andaluz** (Festival de Málaga) y **Mejor Documental Asecan** (2016) por Boliviana[4].
- Selección en competiciones documentales de festivales como Festival de Lima, Sevilla, Seminci, entre otros. La búsqueda fue presentada en la Competencia Documental del Festival de Lima 2018[9].